# Sao (Néréide)
Pour les articles homonymes, voir Sao.
Dans la mythologie grecque, Sao (en grec ancien Σαώ / Saố) est une Néréide, fille de Nérée et de Doris, citée par Apollodore et Hésiode dans leurs listes de Néréides. 

## Fonction
Sao était la Néréide des traversées maritimes sûres et du sauvetage des marins.

## Famille
Ses parents sont le dieu marin primitif Nérée, surnommé le vieillard de la mer, et l'océanide Doris. Elle est l'une de leurs multiples filles, les Néréides, généralement au nombre de cinquante, et a un unique frère, Néritès. Pontos (le Flot) et Gaïa (la Terre) sont ses grands-parents paternels, Océan et Téthys ses grands-parents maternels.

## Évocation moderne

### Astronomie
Son nom a été donné à un satellite naturel de Neptune, Sao, découvert le 14 août 2002. Avant que ce nom ne lui soit donné, la onzième lune de Neptune portait la désignation provisoire S/2002 N 2.

### Culture populaire
Sao est un personnage jouable de la classe des Néréides dans le jeu vidéo de rôle Romancing SaGa 2 sorti en 1993 sur la Super Nintendo. C'est la septième Néréide accessible dans le jeu.